# Isla Henderson (Antártida)
La isla Henderson es una isla cubierta por el hielo de 9 millas de largo y una altitud de 240 m, está a 9 millas al sudeste de la isla Masson dentro de la barrera de hielo de Shackleton, está situada en las coordenadas 66°22′S 97°10′E / -66.367, 97.167. 
La isla Henderson fue descubierta en agosto de 1912 por la base baja occidental de la Expedición Antártica Australiana bajo la dirección de Sir Douglas Mawson, y llamada así en honor al catedrático G. C. Henderson de Adelaida, un miembro del Consejo Asesor de la Expedición Antártica Australiana.

## Reclamación territorial
La isla es reclamada por Australia como parte del Territorio Antártico Australiano, pero esta reclamación está sujeta a las disposiciones del Tratado Antártico.